# Hickory Corners
Hickory Corners – jednostka osadnicza w Stanach Zjednoczonych, w stanie Michigan, w hrabstwie Barry.